# Gunter Reiß
Gunter Reiß (* 17. September 1940 in München) ist ein deutscher Literaturwissenschaftler.

## Leben
Von 1960 bis 1968 studierte er Germanistik, Philosophie und Theaterwissenschaft an der Universität München (Promotion 1968 bei Walter Müller-Seidel über Thomas Mann). Er absolvierte theaterpraktische Studien (Bayerische Staatsoper und Münchener Kammerspiele), Regie- und Schauspielunterricht und Musikstudien (Bratsche (Hans Schmidt), Gesang und Musiktheorie). Von 1975 bis 1981 war er Wissenschaftlicher Rat und Professor (C3) an der Pädagogischen Hochschule Rheinland, Abteilung Köln, bzw. der Universität Köln. 1978 hatte er eine Gastprofessur in Emory University inne. 1981 wurde er Universitätsprofessor (C4) für Literaturwissenschaft und Literaturdidaktik (einschließlich Theaterpädagogik) in Münster. 2005 ging er in den Ruhestand.
Seine Arbeitsschwerpunkte sind Literaturwissenschaft/Literaturgeschichte 18. bis 20. Jh., Deutschunterricht/Ästhetische Erziehung und Schule (Literaturdidaktik, Schulkultur; Mediendidaktik, Theaterpädagogik) und Theaterwissenschaft (Musiktheater/Librettoforschung; Musik und Theater für Kinder).

## Schriften (Auswahl)
- Allegorisierung und moderne Erzählkunst. Eine Studie zum Werk Thomas Manns. München 1970, OCLC 1057934945.
- Geschäftswelt und Ästhetentum in Heinrich Manns Erzählung „Schauspielerin“. Zum Verhältnis von Textanalyse und Erwartungshorizont des Lesers. Bebenhausen 1972, ISBN 3-87674-006-1.
- mit Cordula Kahrmann und Manfred Schluchter: Erzähltextanalyse. Eine Einführung. Mit Studien- und Übungstexten. Bodenheim 1993, ISBN 3-8257-3059-X.
- Reichsdramaturgie. Kulissen und Choreographien der Macht im NS-Staat. Frankfurt am Main 2016, ISBN 3-631-66982-8.